# Белый дом ночью
«Белый дом ночью» (фр. La Maison blanche, la nuit) — картина нидерландского живописца Винсента ван Гога, одно из восьми полотен художника, хранящихся в Санкт-Петербургском Государственном Эрмитаже.
Картина была написана 16 июня 1890 года около восьми часов вечера в городке Овер-сюр-Уаз, за шесть недель до смерти художника. Точное время удалось установить благодаря расположению Венеры на небосклоне. Астрономы Дональд Ольсон и Рассел Дёшер из Университета штата Техас в Сан-Маркосе рассчитали, что изображённая на картине звезда — это Венера, которая как раз была самым ярким объектом на вечернем небе в июне 1890 года.
Данная картина считалась утерянной после Второй мировой войны и была впервые представлена публике в 1995 году в Эрмитаже на выставке произведений трофейного искусства, захваченных Советским Союзом в конце Второй мировой войны.